# Kodeks majuskułowy (Nowy Testament)

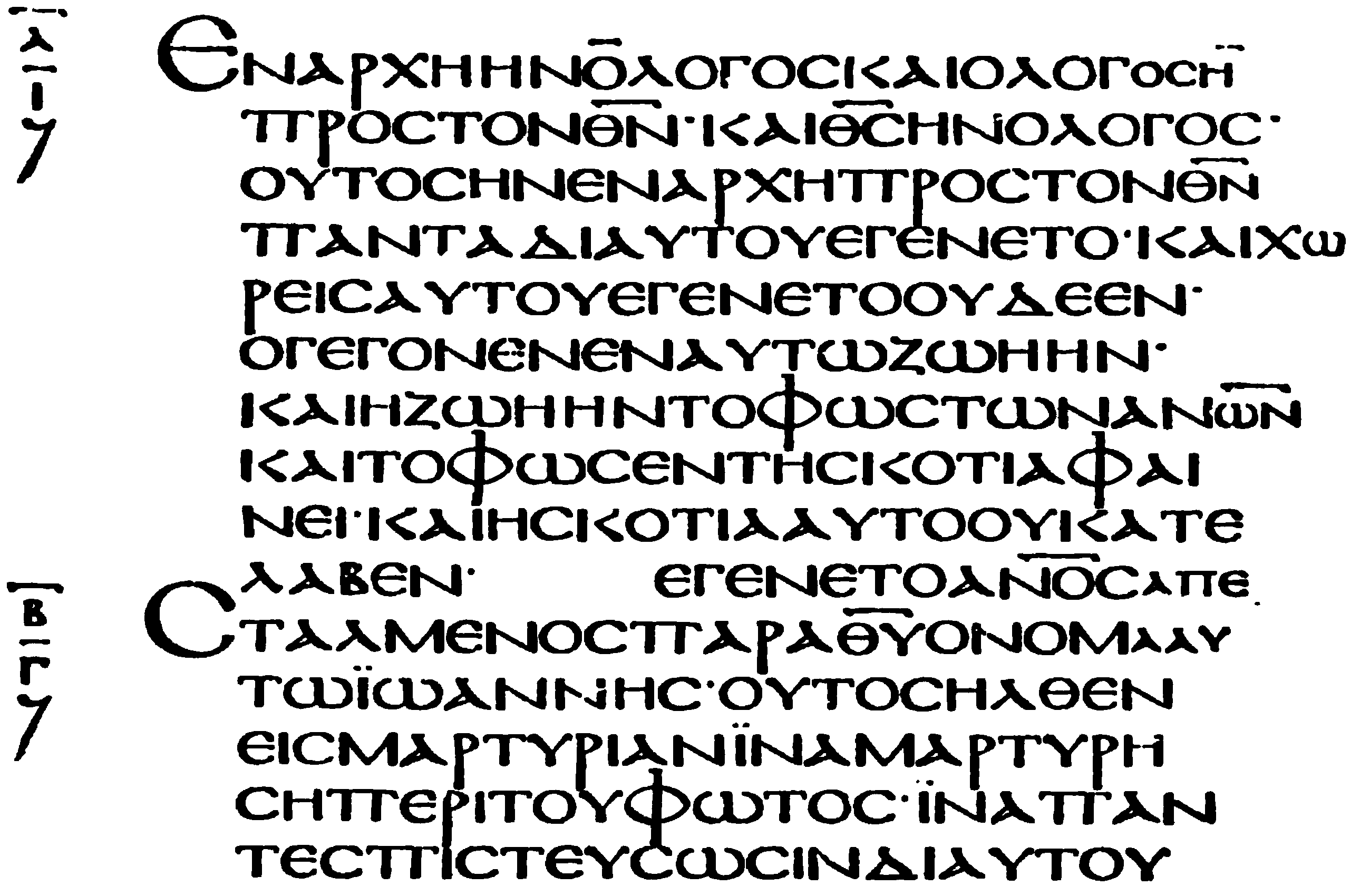
Przykład pisma majuskułowego z Kodeksu Aleksandryjskiego (ok. 400 r.); tekst J, 1-7

Kodeks majuskułowy (inaczej kodeks uncjalny) – rękopis Nowego Testamentu spisany na pergaminie pismem wielkoliterowym (inaczej majuskułowym, tj. uncjałą lub kapitułą). Zawiera tekst Nowego Testamentu najczęściej w języku greckim lub rzadziej łacińskim. Manuskrypty te powstawały pomiędzy IV a XI wiekiem. Od XVIII wieku cieszą się zainteresowaniem ze strony krytyków tekstu.

## Opis
Pierwotnie głównym materiałem piśmiennym był papirus. Od IV wieku głównym materiałem stał się pergamin. Głównym świadectwem potwierdzającym przejście z papirusu na pergamin jest uwaga Hieronima, że zniszczone papirusowe rękopisy z biblioteki Pamfila w Cezarei zostały zastąpione przez ich kopie na pergaminie.
Pergaminowe karty były zginane w połowie i układane w foliałach (po cztery, sześć, osiem, itp. kart w jednym foliale). Ponieważ ta strona pergaminu, która była zewnętrzną stroną skóry jest ciemniejsza od wewnętrznej, karty w foliałach układano w taki sposób, by po otwarciu kodeksu w dowolnym miejscu zawsze były strony zewnętrzne, bądź wewnętrzne. Zauważył to dopiero C.R. Gregory w końcu XIX wieku. Wewnętrzną stronę skóry umieszczano na zewnątrz foliałów.

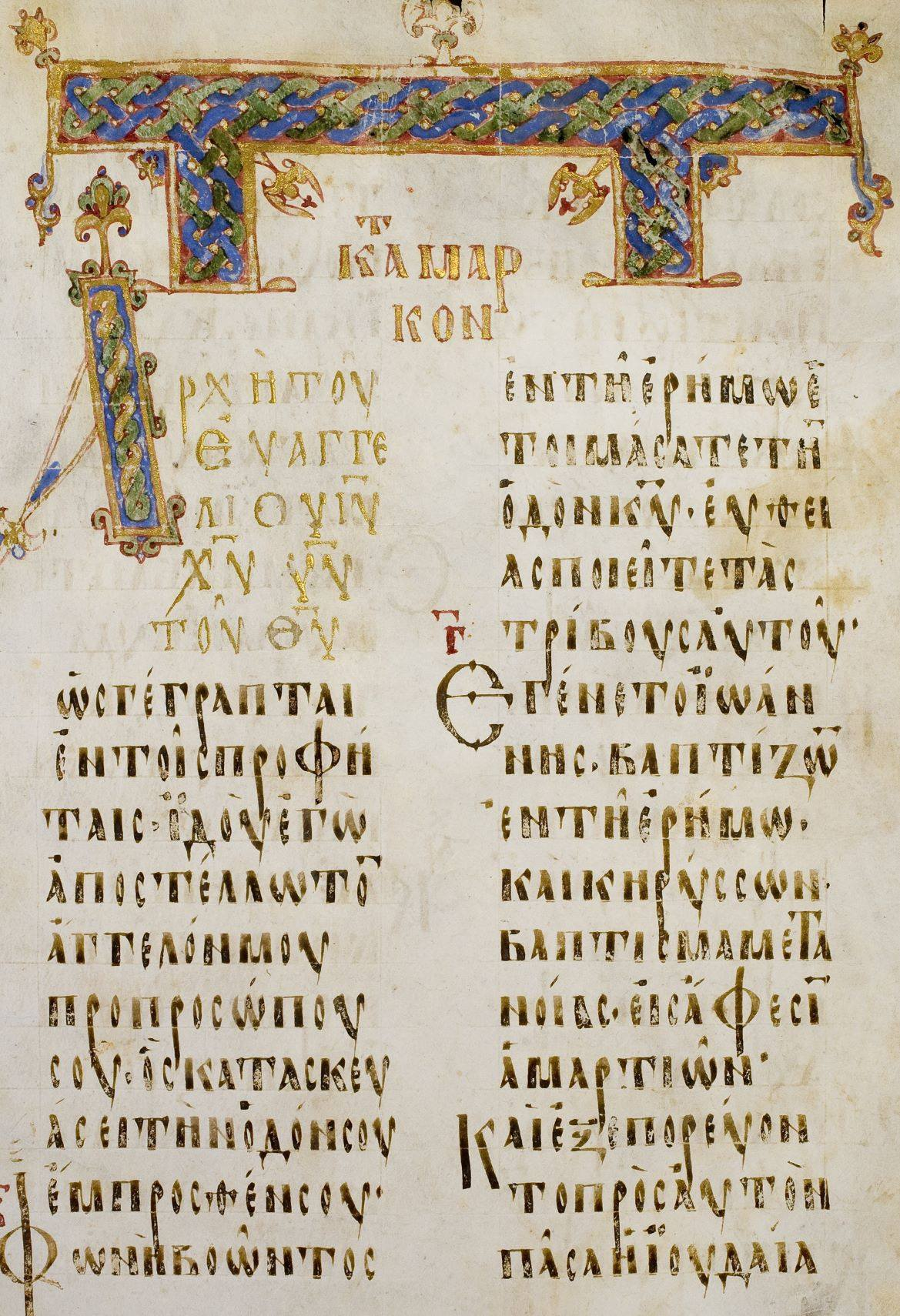
Późna majuskuła — Codex Boreelianus, Mk 1,1

Tekst jest zwykle podzielony na dwie lub jedną kolumnę. Znamy tylko jeden przypadek pisania w czterech kolumnach (Kodeks Synajski) i tylko dwa pisania w trzech kolumnach (Kodeks Watykański i Kodeks Watykański 2061). Litery nie były łączone, początkowo nie było odstępów między wyrazami. W wieku V zaczęto stosować stychometrię, a dopiero w IX wieku rozdzielać wszystkie wyrazy, czego przykładem jest Kodeks Boerneriański. 
Najstarsze kodeksy pisane są majuskułą (łac. maior – większy) lub uncjałą (łac. uncia – cal, dwunasta część czegoś, pierwotna wielkość liter), tj. wielkimi literami mającymi kształt kwadratowy, lub okrągły. Z czasem większość liter zaokrąglano. Każda litera stawiana jest osobno, nie ma przerw między wyrazami. Przydechy i akcenty są rzadko stosowane, a najczęściej zostały dodane przez późniejszą rękę.
Kodeksy majuskułowe Nowego Testamentu pochodzą z wieków III–X, znamy ich dziś 322. Tylko cztery z nich to tzw. wielkie kodeksy. Spekuluje się, że powstanie wielkich kodeksów może mieć związek z rozporządzeniem Konstantyna Wielkiego, z roku 332, kiedy polecił Euzebiuszowi szybkie sporządzenie pięćdziesięciu egzemplarzy Biblii (De vita Constantini, IV, 37). Do naszych czasów zachowały się następujące wielkie greckie kodeksy biblijne: 
- Kodeks Synajski, IV wiek
- Kodeks Watykański, IV wiek
- Kodeks Aleksandryjski, V wiek
- Kodeks Efrema, V wiek

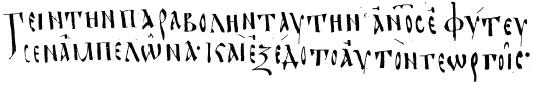
Przykład późnej majuskuły — Kodeks Cypryjski

Rozpowszechniły się kodeksy zawierające którąś z sekcji Nowego Testamentu: (Ewangelie, tzw. Apostolos czyli Dzieje Apostolskie i Listy powszechne, Listy Pawła). Skutkowało to omijaniem Apokalipsy. 
Najpierw kształt uncjały był kwadratowy, później stopniowo się wydłużał i zawężał, aż przybrał kształt prostokątny. W wieku IX-X uncjała bizantyjska nieraz była lekko pochylona. W Aleksandrii, od wieku V uncjała nabiera kształtów uncjały koptyjskiej. W Konstantynopolu, w wieku X kształt uncjały przypominał głagolicę. W późnej uncjale litery Η, Μ, Ν, Π miały kształt kwadratowy, natomiast litery Ε, Θ, Ο, Σ, Φ okrągły kształt.

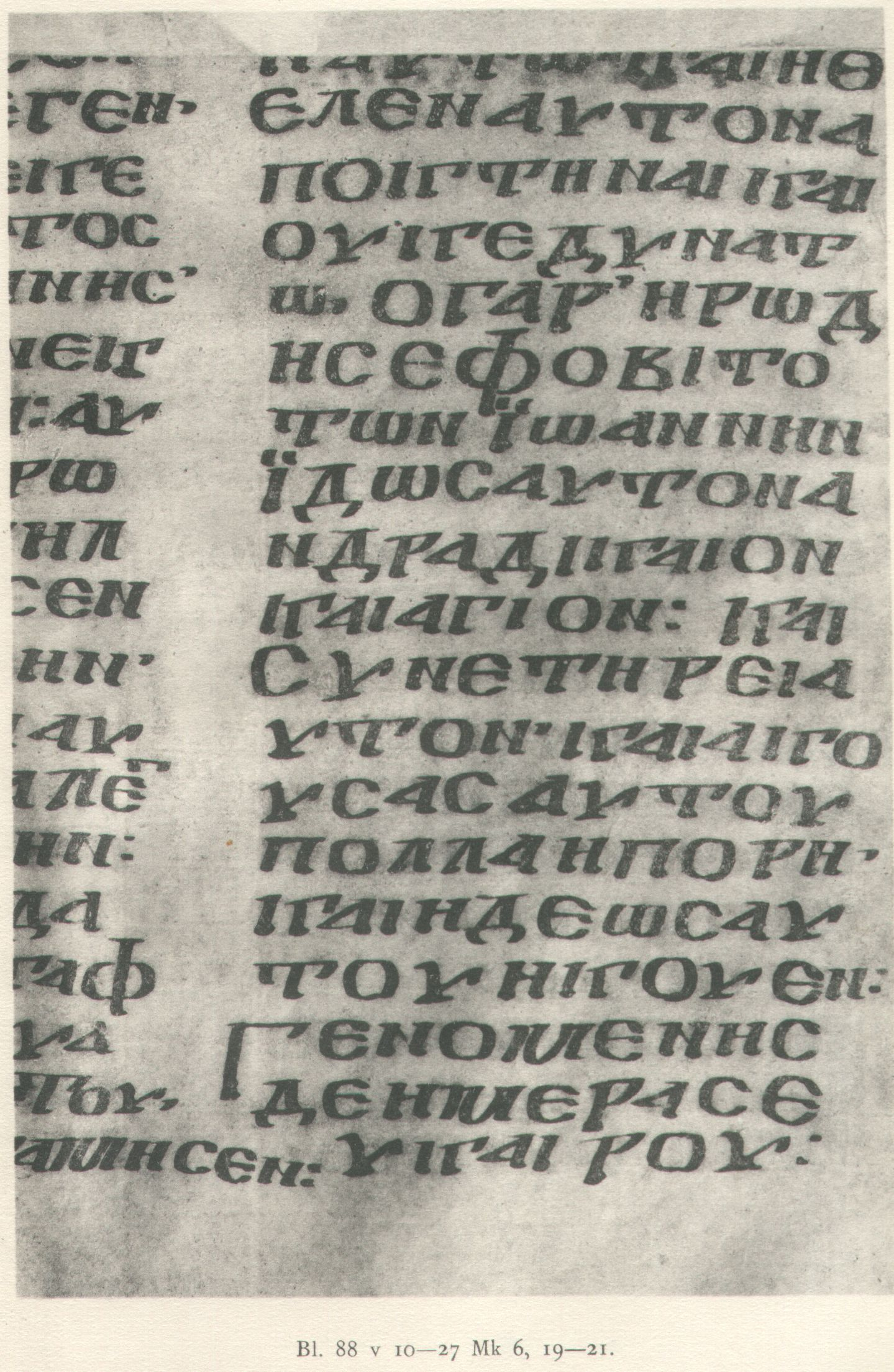
Inny przykład późnej majuskuły, Codex Koridethi (IX wiek)

Po roku 800 pojawia się minuskuła, pismo małoliterowe, będące formą kursywy. W wiekach IX-X majuskuła utrzymywała się równolegle z minuskułą, jednak późna majuskuła nosi wiele cech pisma minuskułowego. Zanim została całkowicie wyparta, przez pewien czas pozostała jeszcze w nagłówkach i tytułach. Końcowa uncjała nosiła już cechy minuskuły. Kodeks Boernerianus w niektórych przypadkach stosuje minuskułę, litery α, κ, ρ przybierają w nim czasem postać minuskuły, jednak z zachowaniem rozmiarów uncjały. Uncjała Kodeksu Monachijskiego jest pochylona w prawo, a część liter uzyskuje prostokątny kształt.
Kodeks Sangalleński 48 pisany jest już półuncjałą. Kodeks 055 pisany jest pismem pośrednim pomiędzy uncjałą a minuskułą. Gregory a następnie Aland zaklasyfikowali go do kodeksów majuskułowych.
Kodeks minuskułowy 1143 (IX wiek), znany jako Beratinus 2 w niektórych partiach pisany jest półuncjałą. Kodeks Moskiewski i Kodeks Monachijski stosują uncjałę w tekście biblijnym, a minuskułę w tekstach komentarzy, co dowodzi, że tym alfabetem skryba posługiwał się chętniej. 
Kodeks minuskułowy 2615, powstały około 1500 roku, stosuje często majuskułę. Zazwyczaj są to litery pisane na początku wyrazu, w środku wyrazu majuskuła jest rzadkością.

## Klasyfikacja

### Półuncjała – minuskuła
Kodeks 053 początkowo był klasyfikowany wśród minuskułów pod numerem 429. Gregory widział go w 1887 roku i zaklasyfikował do majuskułów, dając mu siglum Xb. W 1908 roku C.R. Gregory dał mu siglum 053. Kodeksy 0150 i 0151 początkowo były klasyfikowane jako minuskuły (413p i 414p). W 1908 roku Gregory zaliczył je do majuskułów.
Kodeks 075 był klasyfikowany jako minuskuł pod numerem 382p. Kodeks 0121b pisany jest uncjałą zbliżoną do minuskuły i o rozmiarach minuskuły, w XIX wieku bywał określany jako semi-minuskuł i klasyfikowany jako minuskuł, jednak w większości słów litery nie łączą się (łączą się jedynie w niektórych słowach) i wedle opinii czołowych XIX - wiecznych paleografów (Tregelles, Scrivener) nie zasługuje na miano semi-minuskułu i bliższy jest uncjale. Odtąd zaliczany jest do kodeksów majuskułowych. 
Kodeks 056 i 0142 w przeszłości bywał klasyfikowany jako minuskuł. Za takie uznał je F.H.A. Scrivener. Gregory zaliczył je do majuskułów i od tej pory są obecne na liście uncjalnych kodeksów NT. 
Swego czasu minuskuł 76 nazwany został przez Johna Milla (1645–1707) kodeksem uncjalnym.

### Zmiana sigli
Johann Jakob Wettstein (1693–1754) na oznaczenie majuskułów posłużył się dużymi literami alfabetu łacińskiego (A, B, C, D), natomiast na oznaczenie minuskułów użył cyfr arabskich. W XIX wieku odkryto cały szereg nowych kodeksów majuskułowych i wyczerpały się litery alfabetu łacińskiego, więc Konstantin von Tischendorf (1815–1874) i F.H.A. Scrivener (zm. 1891) sięgnęli do alfabetu greckiego (Δ, Γ, Λ, Π, Σ, Ψ, Ω) i hebrajskiego (א ב ג ד). Wkrótce zaczęto stosować takie oznakowania: Oa — Og, I1 — I7. Niektóre z nich mogły wprowadzać w błąd, np. Oc, w którym c sugerować może korektora. Ponieważ liczba kodeksów majuskułowych w dalszym ciągu wzrastała Caspar René Gregory (1846-1917) zaproponował liczby arabskie poprzedzone zerem (01, 02, 03, 04), by odróżnić je od minuskułów (1, 2, 3, 4).